# Aerangis ugandensis
Aerangis ugandensis là một loài lan.

## Hình ảnh

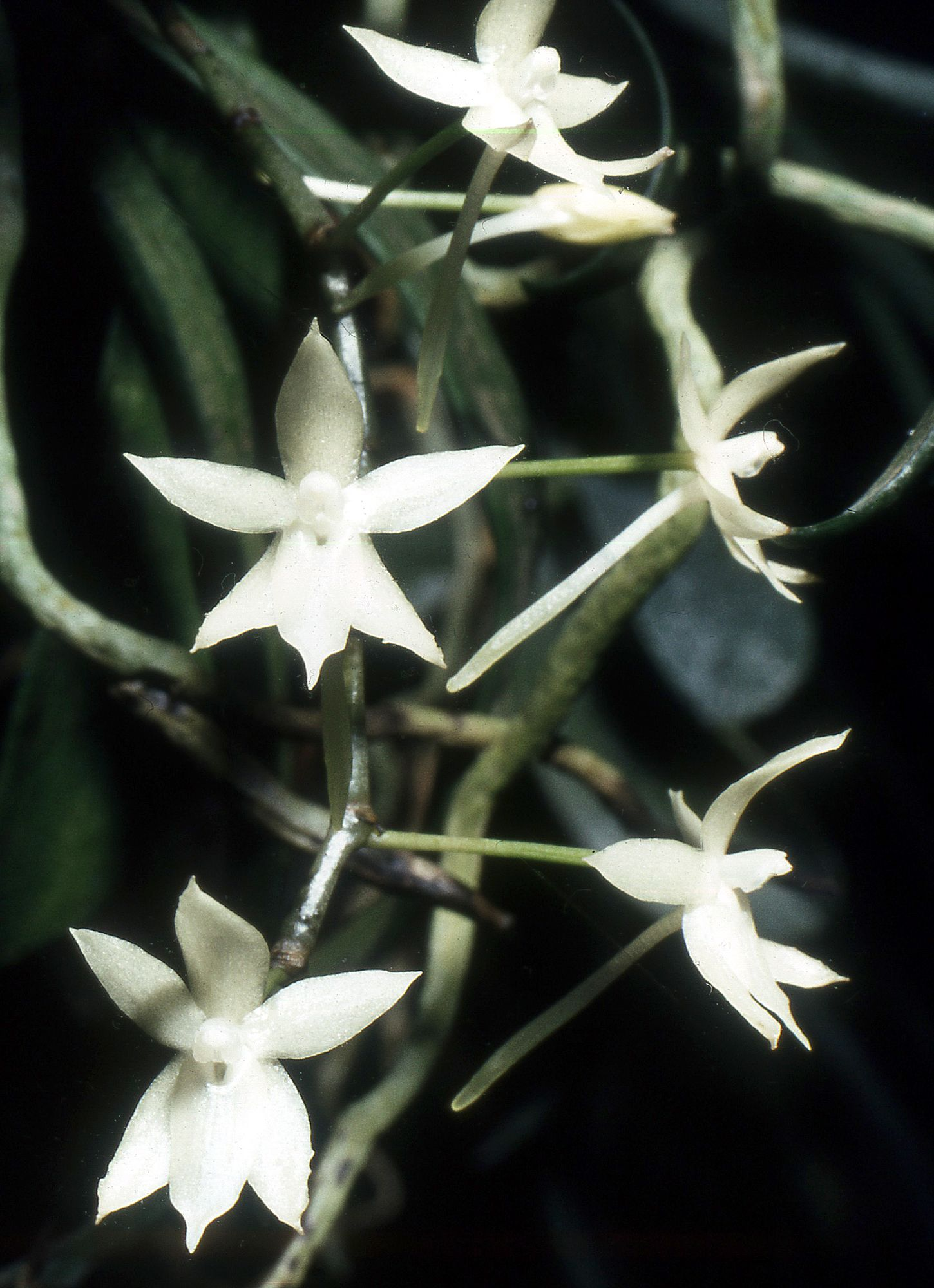
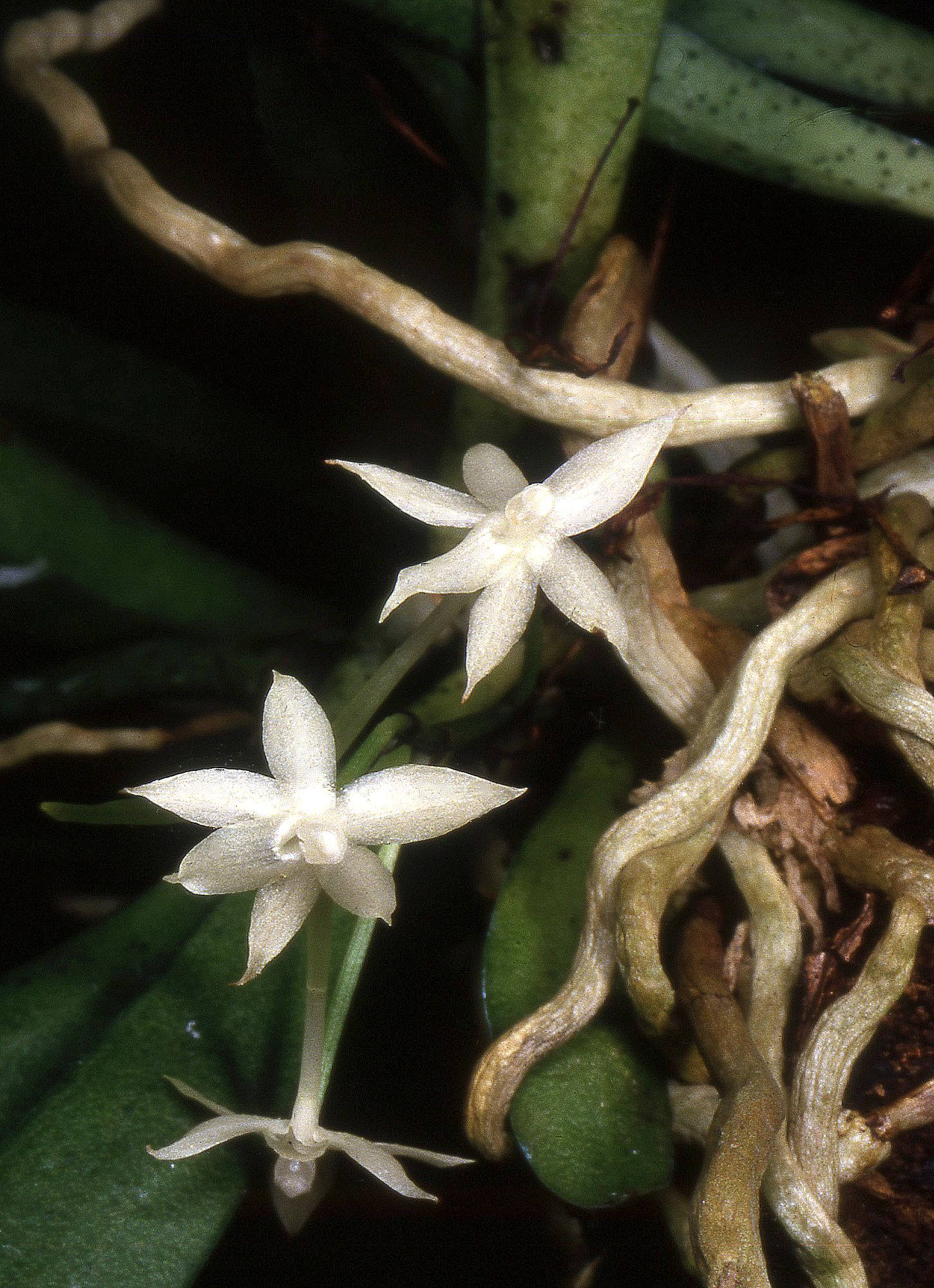
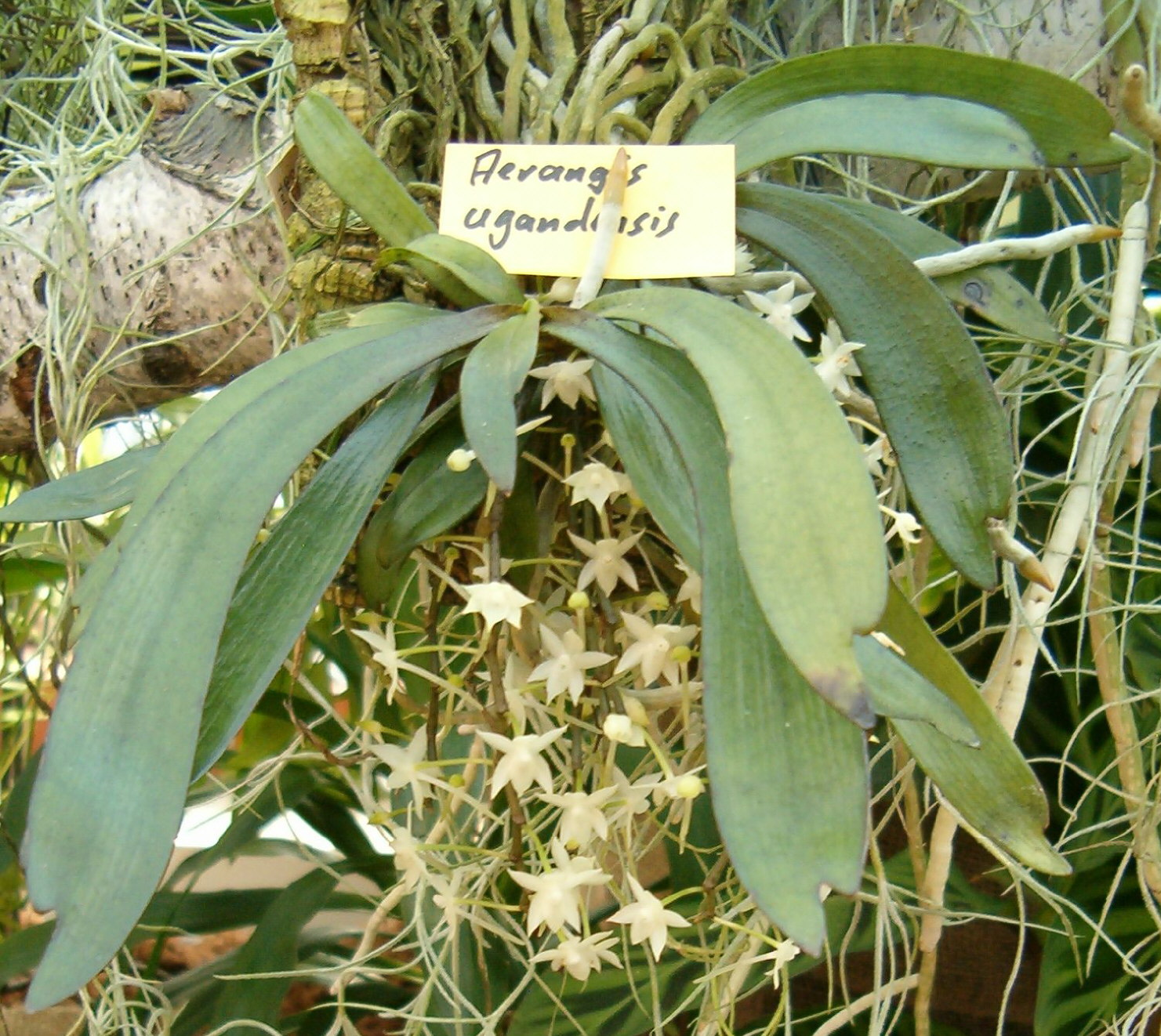